# Villeneuve-du-Paréage
Villeneuve-du-Paréage – miejscowość i gmina we Francji, w regionie Oksytania, w departamencie Ariège.
Według danych na rok 1990 gminę zamieszkiwało 489 osób, a gęstość zaludnienia wynosiła 43 osób/km² (wśród 3020 gmin regionu Midi-Pireneje Villeneuve-du-Paréage plasuje się na 599. miejscu pod względem liczby ludności, natomiast pod względem powierzchni na miejscu 989.).